# Oració a l'hort (El Greco, Londres)
L'Oració a l'hort de Getsemaní, que es troba a la National Gallery de Londres és una obra dEl Greco realitzada circa 1590-95. Aquest pintor va realitzar dues tipologies força diferents d'aquesta temática. El Tipus-I és la variant de format apaïsat, i el Tipus-II és la variant de format vertical. La versió Oració a l'hort (Toledo, Ohio) es considerada com la millor de les tres pintures conservades del Tipus-I, mentre que aquesta versió de la National Gallery de Londres és considerada una bona còpia d'aquella.

## Temàtica de l'obra
L'Oració a l'hort de Getsemaní és un episodi molt important, descrit al quatre Evangelis canònics. Després d'una petita introducció a l'Evangeli segons Joan［Jn 18:1-3］, els Evangelis sinòptics relaten els fets esdevinguts a Getsemaní. El Greco no segueix la narració d'un únic evangeli. Als relats de l'Evangeli segons Mateu［Mt 26:36-46］i de l'Evangeli segons Marc［Mc 14:34-42］-que són gairebé iguals- hi afegeix altres elements de l'Evangeli segons Lluc［Lc 22:39-46］, al qual segueix quan representa Crist de genolls, i no pas prosternat com diuen Mateu i Marc. També hi afegeix l'aparició d'un àngel, d'acord amb l'evangeli de Lluc. El mestre cretenc elimina tot signe d'angoixa, i representa Jesús en éxtasi, malgrat que l'àngel li ofereixi el Calze de la Passió.

## Anàlisi de l'obra
Oli sobre llenç; 103 x 132 cm.; 1590-95 circa ; National Gallery de Londres.
El Greco tenia molts exemples d'aquest tema en l'escola veneciana de pintura, i hom ha citat per aquest llenç alguns models del Ticià i de Tintoretto, com la Oración en Huerto del Ticià en el Monestir d'El Escorial. Tanmateix, en aquesta obra, el mestre cretenc fa una creació absolutament personal, en la qual el sentit manierista de l'espai i del color es fonen amb determinats elements romans d'Orient, més propers a un irreal món d'ensomni que no pas a l'experiència sensible. Per exemple, els tres Apòstols estan situats en un inusual recinte, que pot ser una reminiscència romana d'Orient, de l'Art romà d'Orient, on les figures es troben dins de formes abstractes, per tal de separar-les de les altres parts de la narració.
Segons Josep Gudiol aquest llenç és una obra desconcertant, perquè no és obra d'El Greco, tot i que el seu autor és un artista molt dotat, que demostra un mimetisme total amb les fórmules del mestre. L'artista va assolir una obra idéntica a les d'El Greco, tant en el color com en la composició, la llum, el dibuix i en la forma. Per tant, no pot ser l'obra d'un simple col·laborador de l'obrador del mestre, sinó potser de Luis Tristán, però sense la intervenció d'El Greco, ja que la factura és diferente de la del mestre cretenc.

## Procedència
- Convento de las Salesas Nuevas; Madrid; (fins a l'any 1919)[4]